# Eviota indica
Eviota indica és una espècie de peix de la família dels gòbids i de l'ordre dels cipriniformes que es troba a les illes de Reunió, Maurici i Seychelles.